# NGC 462
NGC 462 (również PGC 4667) – galaktyka eliptyczna (E), znajdująca się w gwiazdozbiorze Ryb. Odkrył ją Albert Marth 23 października 1864 roku.